# Corinth (Santa Lucía)
Corinth es una localidad de Santa Lucía que forma parte del distrito de Gros Islet.